# Chiesa cattolica in Mozambico
La Chiesa cattolica in Mozambico è parte della Chiesa cattolica in comunione con il vescovo di Roma, il papa.

## Storia
L'evangelizzazione del Mozambico inizia col XVI secolo e l'arrivo dei gesuiti (1560). Nel 1612 papa Paolo V erige il territorio del Mozambico a prelatura territoriale suffraganea dell'arcidiocesi di Goa in India. Questa situazione resta tale fino al 1940 quando è eretta l'arcidiocesi di Lourenço Marques (oggi arcidiocesi di Maputo). Nel 1988 papa Giovanni Paolo II compie la visita pastorale alla Chiesa cattolica del Mozambico, e nomina il primo cardinale autoctono.
Il 9 dicembre 2011 Santa Sede e Mozambico hanno per la prima volta sottoscritto un accordo bilaterale che consolida i vincoli di amicizia e collaborazione tra i due Paesi e regola lo statuto giuridico della Chiesa cattolica in Mozambico.

## Organizzazione ecclesiastica
La Chiesa cattolica è presente sul territorio con 3 sedi metropolitane e 10 diocesi suffraganee:
- l'arcidiocesi di Beira, da cui dipendono le diocesi di: Chimoio, Quelimane, Tete;
- l'arcidiocesi di Maputo, da cui dipendono le diocesi di: Inhambane, Xai-Xai;
- l'arcidiocesi di Nampula, da cui dipendono le diocesi di: Alto Molócuè, Gurué, Lichinga, Nacala, Pemba.

## Statistiche
Alla fine del 2004 la Chiesa cattolica in Mozambico contava:
- 294 parrocchie;
- 507 preti;
- 956 suore religiose;
- 295 istituti scolastici;
- 178 istituti di beneficenza.

La popolazione cattolica ammontava a 10.593.714 cristiani, pari al 53,21% della popolazione.

## Nunziatura apostolica
La delegazione apostolica del Mozambico fu istituita il 17 novembre 1974 con il breve apostolico In vertice di papa Paolo VI. Il 14 dicembre 1995, con l'instaurazione di rapporti diplomatici tra la Santa Sede e il Mozambico, viene stabilita la nunziatura apostolica con sede a Maputo, con il breve Quo firmiores reddantur di papa Giovanni Paolo II.

### Delegati apostolici
- Francesco Colasuonno, arcivescovo titolare di Tronto (6 dicembre 1974 - 8 gennaio 1985 nominato pro-nunzio apostolico in Jugoslavia)
- Patrick Coveney, arcivescovo titolare di Satriano (27 luglio 1985 - 25 gennaio 1990 nominato pro-nunzio apostolico in Etiopia)
- Giacinto Berloco, arcivescovo titolare di Fidene (15 marzo 1990 - 17 luglio 1993 nominato nunzio apostolico in Costa Rica)
- Peter Stephan Zurbriggen, arcivescovo titolare di Glastonia (13 novembre 1993 - 22 febbraio 1996)

### Nunzi apostolici
- Peter Stephan Zurbriggen, arcivescovo titolare di Glastonia (22 febbraio 1996 - 13 giugno 1998 nominato nunzio apostolico in Armenia, Georgia e Azerbaigian)
- Juliusz Janusz, arcivescovo titolare di Caorle (26 settembre 1998 - 9 aprile 2003 nominato nunzio apostolico in Ungheria)
- George Panikulam, arcivescovo titolare di Arpaia (3 luglio 2003 - 24 ottobre 2008 nominato nunzio apostolico in Etiopia e delegato apostolico in Somalia)
- Antonio Arcari, arcivescovo titolare di Ceciri (12 dicembre 2008 - 5 luglio 2014 nominato nunzio apostolico in Costa Rica)
- Edgar Peña Parra, arcivescovo titolare di Telepte (21 febbraio 2015 - 15 agosto 2018 nominato sostituto per gli affari generali della Segreteria di Stato[3])
- Piergiorgio Bertoldi, arcivescovo titolare di Spello (19 marzo 2019 - 18 maggio 2023 nominato nunzio apostolico nella Repubblica Dominicana e delegato apostolico a Porto Rico)
- Luís Miguel Muñoz Cárdaba, arcivescovo titolare di Nasai, dal 23 gennaio 2024

## Conferenza episcopale
L'episcopato locale fa parte della Conferenza episcopale del Mozambico (Confêrencia Episcopal de Moçambique, CEM).
La CEM è membro della Inter-Regional Meeting of Bishops of Southern Africa (IMBISA) e del Symposium of Episcopal Conferences of Africa and Madagascar (SECAM).
Elenco dei Presidenti della Conferenza episcopale:
- Custódio Alvim Pereira, arcivescovo di Maputo (1967 - 1969)
- Francisco Nuñes Teixeira, vescovo di Quelimane (1969 - 1975)
- Manuel Vieira Pinto, arcivescovo di Nampula (1975 - 1976)
- Jaime Pedro Gonçalves, arcivescovo di Beira (1976 - 1986)
- Paulo Mandlate, vescovo di Tete (1986 - 1993)
- Francisco João Silota, vescovo di Chimoio (1993 - 2002)
- Jaime Pedro Gonçalves, arcivescovo di Beira (2002 - 2006)
- Tomé Makhweliha, arcivescovo di Nampula (2006 - 2009)
- Lucio Andrice Muandula, vescovo di Xai-Xai (2009 - 10 novembre 2015)
- Francisco Chimoio, O.F.M. Cap., arcivescovo di Maputo (10 novembre 2015 - 11 novembre 2018)
- Lucio Andrice Muandula, vescovo di Xai-Xai (11 novembre 2018 - 12 novembre 2021)
- Inácio Saúre, I.M.C., arcivescovo di Nampula, dal 12 novembre 2021

Elenco dei Vicepresidenti della Conferenza episcopale:
- Hilário Da Cruz Massinga, O.F.M., vescovo di Quelimane (10 novembre 2015 - 11 novembre 2018)
- Inácio Saúre, I.M.C., arcivescovo di Nampula, (11 novembre 2018 - 12 novembre 2021)
- João Carlos Hatoa Nunes, vescovo di Chimoio, poi arcivescovo di Maputo, dal 12 novembre 2021

Elenco dei Segretari generali della Conferenza episcopale:
- João Carlos Hatoa Nunes, vescovo ausiliare di Maputo, poi vescovo di Chimoio (10 novembre 2015 - 11 novembre 2018)
- Luiz Fernando Lisboa, C.P., vescovo di Pemba (11 novembre 2018 - 11 febbraio 2021)
- António Juliasse Ferreira Sandramo, vescovo di Pemba (12 novembre 2021 - 12 novembre 2024)
- Osório Citora Afonso, I.M.C., vescovo ausiliare di Maputo, poi vescovo di Quelimane, dal 12 novembre 2024